# Критерии Брэдфорда Хилла
Критерии Брэдфорда Хилла, или критерии причинно-следственной связи Хилла, — девять принципов, которые могут быть полезны при установлении эпидемиологических данных о причинно-следственной связи между явлениями. Данные критерии широко используются в исследованиях в области здравоохранения. Критерии были сформулированы в 1965 году английским эпидемиологом сэром Остином Брэдфорд Хиллом. Точные границы сферы применимости критериев остаются предметом обсуждения.

## Определение
В 1965 году английский статистик сэр Остин Брэдфорд Хилл предложил набор из девяти критериев для получения эпидемиологических доказательств причинной связи между предполагаемой причиной и наблюдаемым следствием (например, он продемонстрировал связь между курением сигарет и раком легкого). Список критериев выглядит следующим образом:
1. Сила (выраженность эффекта): небольшая величина корреляции не означает, что причинно-следственного эффекта нет, хотя чем величина больше, тем более вероятно наличие именно причинно-следственной связи
2. Воспроизводимость: воспроизводимость результатов разными людьми в разных местах с разными образцами повышает вероятность причинно-следственной связи
3. Специфичность: причинно-следственная связь более вероятна, если в конкретном месте есть очень специфическая популяция, и отсутствуют другие вероятные объяснения того же заболевания. Чем более конкретна связь между фактором и эффектом воздействия, тем больше вероятность причинно-следственной связи
4. Фактор времени: следствие должно наступить после причины (и если есть ожидаемая задержка между причиной и ожидаемым следствием, то следствие должно произойти после этой задержки)
5. Биологический градиент (зависимость доза-реакция): более сильное воздействие, как правило, должно приводить к большей выраженности эффекта. Однако в некоторых случаях и само присутствие фактора может вызвать эффект. В других случаях наблюдается обратная пропорция: большее воздействие приводит к меньшей заболеваемости
6. Правдоподобие: существование правдоподобного объяснения механизма причинно-следственной связи увеличивает вероятность её наличия (но Хилл отметил, что работоспособность этого критерия ограничена текущими знаниями в предметной области)
7. Согласованность: Согласованность между эпидемиологическими и лабораторными данными увеличивает вероятность причинно-следственной связи. Однако Хилл отметил, что «… отсутствие таких [лабораторных] доказательств не отменяет эпидемиологические свидетельства причинно-следственной связи»
8. Эксперимент: «Иногда можно апеллировать к экспериментальным данным»
9. Аналогия: использование аналогий или сходства между наблюдаемой взаимосвязью и любыми другими взаимосвязями
10. Некоторые авторы также упоминают критерий обратимости: если устранить причину, исчезнет и следствие